# はたらキッズ マイハム組
『はたらキッズ マイハム組』（はたらキッズ マイハムぐみ）は、東映アニメーション制作によるテレビアニメ作品。全50話。
テレビ朝日で2007年10月7日から2008年10月5日まで毎週日曜日午前6時30分 - 7時00分に放送されていた。また、BS朝日では同年11月2日から毎週金曜日18時00分 - 18時30分に、2008年10月10日から最終回が放送された11月14日までは毎週金曜日17時00分 - 17時30分に放送されていた。

## 概要
人間社会の仕事をハムスターに仮託して描いた作品。タイトルのマイハムとは、マイスター（職人）のハムスターという意味。仕事の魅力を子供に伝えたいという製作者の意図を込めてのものである。
本編終了後にはおまけコーナーが存在し、マイハム組のハムスターたちが大喜利のような形式で座布団の数を競う（そうでない場合もある）ミニコントを繰り広げる。座布団を一定数獲得することで本作の鍵である「グランドマイスター」の認定を受けられるが、本編との関連性は極めて薄い。
前番組同様公式サイトで時限クイズを行っている。

## あらすじ
体は小さいが人間に全く引けを取らない技能を持った特別なハムスター「マイハム（マイスターハムスター）」。彼らは世のため人のため、日々人知れず大活躍している。

## 登場人物

### 主要人物
ガウディ
声 - 野沢雅子
本作の主人公。大工（でぇく）マイスター。父ガルニエのような偉大な大工マイスターになるために旅立った。マイスター試験に落ちてしまうが、成り行きでマイハムになった。典型的江戸っ子で、曲がったことが大嫌いだが、気合を入れすぎて失敗することも多い。ひとたびマイハムに変身すると、玄翁と鋸をふるってあっという間に物を作ったり直したりできる。飼い主は吉川カイト。
シルビー
声 - 千葉千恵巳
パティシエマイスター。ガウディと同時にマイスター試験を受け、合格しマイハムになった。お菓子作りにかけては天才的で、アイデアも非常に豊富。本気を出したときの腕力は相当なもの。マイハム組のアイドル的存在だが、それ故元締めのセクハラ行為の対象になってしまう。飼い主は寿ミズキ。
ジーン
声 - 小松由佳
ドクターマイスター。マイハム組の最古参で頭脳的存在。非常に頭脳明晰な妙齢の女性ハムスターで、やること成すこと全て完璧にしてしまうことから「ミス・パーフェクト」の異名を持つ。それ故男運がなく、本人のコンプレックスでもある。シルビーと同じく元締めのセクハラ被害者の一人。現在の飼い主は二階堂マリナだが、かつて医師の好青年に飼われていたことがある。
アレック
声 - 腹筋善之介
レスキューマイスター。とてつもない怪力の持ち主。マイハム組で唯一の既婚者で、妻の尻に敷かれており全く頭が上がらず、何でも言いなりになってしまう子煩悩なパパでもある。元番長で、いつもかぶっているヘルメットの下は実はリーゼントらしい。飼い主は不在だが、消防署に半ば居候している。
スティーブ
声 - 永田彬（RUN&GUN）
ドライビングマイスター。クールで無口な二枚目。自動車、ヘリコプターから人間まで、自前のステアリングさえあれば何でも操縦できる天才的ドライバー。孤児で、かつてはすさんだ性格だった。いつも感情を表に出さないが、地が出ている時は関西弁でしゃべる。飼い主は大神大介。
元締め
声 - 菊池正美
グランドマイスター。マイスター試験を取り仕切る。かなりのスケベジジイで、その対象はハムスター、人間を問わない。常に秘書であるレースクイーンマイスターを2人侍らせているが、調子に乗りすぎてセクハラし、殴られることもしばしば。一見お調子者だが実は七つの顔と特殊能力を持っており、いざというときには頼りになる。仕事を極めグランドマイスターになり、その対価として人間への変身能力を獲得したハムスターの一匹で、ご隠居「たそがれジンゴロウ」になることができる。
吉川カイト
声 - 鈴木真仁
星浜小学校に転校してきた4年生の少年。名前の由来は凧のように空高く舞うようになってほしいという父親の願いから。優柔不断で鈍く、パートナーのガウディに咎められたり、ミズキにプロレス技をかけられることもしばしば。また非常に気が多く、初対面のミズキ、マリナを初めとして、多くの可愛い女の子（女形にさえ）にすぐ恋してしまう。ゲーム好きで、よく大介の家に通っているらしい。気は弱いが芯は強く、一度引き受けたことは投げ出さない。
寿ミズキ
声 - 前田愛
星浜小学校4年生で、カイトのクラスメイトの少女。母親譲りの関西弁で話す。可愛らしい外見に反して非常に気が強く、乱暴で、よくカイトがその犠牲になってしまう。マイハム組の作戦に協力する上でカイトを全裸にしたり、カイトと堂々と混浴するなど大胆な行動力を持つ。また大介に買収されようとしていたカイトをたしなめるなど正義感が強い一方で、自身の工作の宿題をガウディに丸投げするなどちゃっかりした面もある。フットサルが大好きで、部活のリーダーを務めるが、力が入りすぎて周りがついていけなくなってしまうこともある。また、活発な一方でゲーム好きの一面も持つ。細かいことが苦手で家事の類は目も当てられないが、コーヒーゼリー作りだけは得意。
二階堂マリナ
声 - 川田妙子
星浜小学校4年生で、カイトのクラスメイトの美少女。おしとやかで常に「〜ですわ」口調。カイトを初めとした男子に非常にもてるが、パートナーのジーンが口うるさくアドバイスするので、誰かとの交際にまで至ることはない。
大神大介
声 - 雪野五月
星浜小学校4年生で、カイトのクラスメイトの少年。裕福な家庭で育ち、不在がちな両親に何でも買い与えられたため、ゲーム好きでわがまま。よく持っている玩具でクラスメイトに買収を持ちかける。初めはスティーブがマイハムであることを知らなかったが、スティーブが人間の言葉を話すのを聞いてしまったのをきっかけにその正体を知り、彼に協力することになる。

### その他の人物
吉川ケイスケ
声 - 置鮎龍太郎
カイトの父親。小説家になることを目指し、ひたすら執筆活動に打ち込んでいる。カイトと同じく軟弱者だが、部屋を散らかしたカイトを注意するなど親としての務めもちゃんと果たしている。
吉川マサミ
声 - 井上喜久子
カイトの母親。美容院を経営している。時々は所長やご隠居の散髪も手がけている。
寿ダイキ
声 - 楠大典
ミズキの父親。喫茶店を経営している。コーヒーに対する情熱は相当なもの。
寿サツキ
声 - 熊谷ニーナ
ミズキの母親。関西弁で話す。夫とともに喫茶店を切り盛りする。お菓子作りに長け、娘のミズキにコーヒーゼリーの作り方を教えた。結婚指輪を無くしたくらいで離婚されてしまうと深刻に思い悩むなど、心配性の一面を持つ。
署長
声 - 茶風林
星浜市の消防署長。所内でアレックを半ば飼育しており、時々餌を与えている。ケイスケやご隠居とは仲がよく、ちょくちょく3人でお茶をしたり飲みに行ったりしている。

## スタッフ
- 原作 - 東堂いづみ
- シリーズディレクター - 今澤哲男
- シリーズ構成 - 山田隆司
- キャラクターデザイン - 山室直儀
- 総作画監督 - 梨澤孝司
- 美術デザイン - 本多敬
- 色彩設計 - 辻田邦夫
- 音楽 - 猪股義周
- プロデューサー - 梶淳、関弘美、ギャルマト・ボグダン
- 製作担当 - 額賀康彦
- 制作協力 - 東映
- 制作 - テレビ朝日、東映アニメーション

## 主題歌
オープニングテーマ「はたらキッズ マイハム組」
歌 - マイハム組 / 作詞・作曲・編曲 - 岩崎貴文
エンディングテーマ「なーれ なーれ マイ マイスター！」
歌 - 宮本佳那子 / 作詞・作曲 - 高取ヒデアキ / 編曲 - 籠島裕昌 / コーラス - ヤング・フレッシュ
- レーベル - コロムビアミュージックエンタテインメント

## 各話リスト
| 話数 | サブタイトル                                     | 放送日         | 脚本     | （絵コンテ） 演出           | 作画監督          | 美術       |
| ---- | ------------------------------------------------ | -------------- | -------- | --------------------------- | ----------------- | ---------- |
| 1    | 大工（でえく）の星!仕事人ハムスター誕生!!        | 2007年 10月7日 | 山田隆司 | 今澤哲男                    | 直井正博          | 本多敬     |
| 2    | ドクターの星!ウサギ救急パニックスクール!!        | 10月14日       | 山田隆司 | 佐々木憲世                  | 佐久間信一        | 鹿野良行   |
| 3    | レーサーの星!傷だらけのラジコンGP!!              | 10月21日       | 米村正二 | （志田直俊） 広嶋秀樹       | 今木宏明          | 本多敬     |
| 4    | パティシエの星!フットサル逆転ア・ラ・モード!!    | 10月28日       | 江夏由結 | 門由利子                    | 佐久間信一        | 鹿野良行   |
| 5    | レスキューの星!赤ちゃん大捜査線!!                | 11月4日        | 戸塚直樹 | 山田徹                      | 佐伯哲也          | 徳重賢     |
| 6    | チームの星!トラップ船から脱出でぃ!!              | 11月11日       | 米村正二 | 池田洋子                    | 佐久間信一        | 本多敬     |
| 7    | 冒険家の星!ダメパパ返上サバイバル!!              | 11月18日       | 米村正二 | （入好さとる） 中島豊       | 岡辰也            | 倉田憲一   |
| 8    | スパイの星!恋の王子様を探せ!!                    | 11月25日       | 影山由美 | 佐々木憲世                  | 佐久間信一        | 本多敬     |
| 9    | 忍者の星!七つの顔のグランドマイスター!!          | 12月2日        | 山田隆司 | （今澤哲男） 広嶋秀樹       | 小松こずえ        | 杦浦正一郎 |
| 10   | ラーメンの星!鉄人VS激麺マイスター!!              | 12月9日        | 米村正二 | 細田雅弘                    | 直井正博          | 徳重賢     |
| 11   | ハンターの星!謎の百万円ペットを追え!!            | 12月16日       | 田中仁   | （石黒育） 深澤敏則         | 石川修            | 鹿野良行   |
| 12   | X（クリス）マスの星!突撃サンタ宅配便!!           | 12月23日       | 江夏由結 | 門由利子                    | 佐久間信一        | 本多敬     |
| 13   | 遊び人の星!バラはヒマワリより美しい!!            | 2008年 1月6日  | 山田隆司 | （高橋滋春） 広嶋秀樹       | 今木宏明          | 杦浦正一郎 |
| 14   | ライバルの星!結成!!ジョイハム組?                 | 1月13日        | 山田隆司 | 池田洋子                    | 佐久間信一        | 本多敬     |
| 15   | トイレの星!学校で大ハード!!                      | 1月20日        | 米村正二 | 山田徹                      | 佐伯哲也          | 徳重賢     |
| 16   | 子育ての星!ナニーってな〜に?!                    | 1月27日        | 影山由美 | 今澤哲男                    | 佐久間信一        | 鹿野良行   |
| 17   | ゴーストハントの星!おとなりの怪談!!              | 2月3日         | 江夏由結 | （入好さとる） 広嶋秀樹     | 佐藤元            | 本多敬     |
| 18   | 疑惑の犯人（ホシ）!アレックはやってない!!        | 2月10日        | 村山功   | 佐々木憲世                  | 直井正博          | 飯島由樹子 |
| 19   | 占いの星!ひまわりメッセ大爆破5秒前!!             | 2月17日        | 山田隆司 | 石黒育                      | 小松こずえ        | 鹿野良行   |
| 20   | お守りの星!ハムも歩けばラッキーにあたる!!        | 2月24日        | 影山由美 | 門由利子                    | 佐久間信一        | 徳重賢     |
| 21   | 刑事の星!ひまわりにほえろ!!                      | 3月2日         | 米村正二 | 細田雅弘                    | 石川修            | 本多敬     |
| 22   | 監督の星!激撮ハムデミー賞超大作!!                | 3月9日         | 古賀直樹 | 池田洋子                    | 片山貴仁 浦和文子 | 鹿野良行   |
| 23   | サッカーの星!熱闘ワールドハム杯（カップ）!!      | 3月16日        | 村山功   | （入好さとる） 広嶋秀樹     | 今木宏明          | 本多敬     |
| 24   | マンガ家の星!時空忍者デビュー!!                  | 3月23日        | 影山由美 | 山田徹                      | 佐藤元            | 鹿野良行   |
| 25   | スピードの星!RC（ラジコン）トライアスロン!!      | 3月30日        | 米村正二 | 宇田鋼之介                  | 佐伯哲也          | 徳重賢     |
| 26   | 堕落の星!仕事人より遊び人!!                      | 4月6日         | 江夏由結 | 佐々木憲世                  | 佐久間信一        | 本多敬     |
| 27   | 破壊とロックの星!ジョイハム四天王の挑戦!!        | 4月13日        | 山田隆司 | （今澤哲男） 深澤敏則       | 直井正博          | 鹿野良行   |
| 28   | 未来の星!ぼくら見習いキッズミニハム組!!          | 4月20日        | 山田隆司 | 門由利子                    | 今木宏明          | 本多敬     |
| 29   | 嫉妬の星!だめだめダンシングクイーン!!            | 4月27日        | 米村正二 | （うえだひでひと） 広嶋秀樹 | 小松こずえ        | 鹿野良行   |
| 30   | 誕生の星!おやじサンバでスポポンポ〜ン!!          | 5月4日         | 影山由美 | 芝田浩樹                    | 佐久間信一        | 杦浦正一郎 |
| 31   | 涙のキラリ星!パーフェクトイケメンの流刑地!!      | 5月11日        | 戸塚直樹 | （志田直俊） 小川孝治       | 大西陽一          | 徳重賢     |
| 32   | 中国遠征の星!シルビーパパはカンフーマイスター?!  | 5月18日        | 高橋洋   | 山田徹                      | 石川修            | 本多敬     |
| 33   | 流し目の星!華麗なる天才女形を救え!!              | 5月25日        | 影山由美 | 佐々木憲世                  | 佐久間信一        | 杦浦正一郎 |
| 34   | ボクサーの星!見せたれ!ナニワのど根性パンチ!!     | 6月1日         | 米村正二 | うえだひでひと              | 岡辰也            | 鹿野良行   |
| 35   | 最強伝説の星!ヤンキーレスキューVS押忍!! 特訓番長 | 6月8日         | 田中仁   | 細田雅弘                    | 直井正博          | 本多敬     |
| 36   | 秘湯の星!湯けむりに浮かぶ元締めの正体!!          | 6月15日        | 山田隆司 | 今澤哲男                    | 佐藤元            | 徳重賢     |
| 37   | 変身の星!マイハム組、人間界へ衝撃デビュー!!      | 6月22日        | 米村正二 | 池田洋子                    | 竹田欣弘          | 本多敬     |
| 38   | ハプニングの星!ガウディ母、お見合のススメ!!      | 7月6日         | 影山由美 | 芝田浩樹                    | 佐久間信一        | 杦浦正一郎 |
| 39   | 未知の星!地獄極楽タイムトラベル!!                | 7月13日        | 戸塚直樹 | （藤原良二） 広嶋秀樹       | 今木宏明          | 鹿野良行   |
| 40   | 宝島の星!夏休みパイレーツ大海戦!!                | 7月20日        | 浦沢雄太 | うえだひでひと              | 岡辰也            | 本多敬     |
| 41   | 宇宙旅行の星!ベジタブル惑星SOS!!                 | 7月27日        | 影山由美 | 佐々木憲世                  | 佐久間信一        | 徳重賢     |
| 42   | 怪盗の星!狙われたパリ・スポーツの祭典!!          | 8月3日         | 村山功   | 細田雅弘                    | 直井正博          | 鹿野良行   |
| 43   | 寿司の黒星!落第マイスター最後のリベンジ!!        | 8月10日        | 山田隆司 | （今澤哲男） 小川孝治       | 小松こずえ        | 杦浦正一郎 |
| 44   | 武闘会の星!マイハム最強王者は誰?!                | 8月17日        | 米村正二 | （大塚健） 広嶋秀樹         | 大西陽一          | 本多敬     |
| 45   | 宿題革命の星!ぼくたちの親子ウォーズ!!            | 8月24日        | 田中仁   | （池田洋子） 佐々木憲世     | 佐久間信一        | 石田勝則   |
| 46   | チャリティーのくず星!デュオ帽子で立ち退き防止?!  | 8月31日        | 影山由美 | 門由利子                    | 今木宏明          | 杦浦正一郎 |
| 47   | 最終バトルの星!オール四天王大逆襲!!              | 9月14日        | 米村正二 | うえだひでひと              | 岡辰也            | 徳重賢     |
| 48   | 救世主の星!ときめキッズ星ハム組誕生!!            | 9月21日        | 米村正二 | 芝田浩樹                    | 佐久間信一        | 鹿野良行   |
| 49   | 裏切りの親子星!父よ、あなたは敵なのか!?          | 9月28日        | 山田隆司 | 広嶋秀樹                    | 竹田欣弘          | 杦浦正一郎 |
| 50   | 世界は一つの星!仕事と遊びは永遠に…               | 10月5日        | 山田隆司 | 今澤哲男                    | 梨澤孝司          | 本多敬     |